# Laboratoř evoluční biologie ČSAV
Laboratoř evoluční biologie ČSAV byla založena v roce 1956 jako instituce akademie věd, která měla experimentálně prokázat myšlenky Karla Marxe a tzv. vědeckého ateismu. V roce 1963 oznámila jako druhá po sovětech důkaz o vzniku živé organické hmoty z anorganické, čímž sklidla posměch celého vědeckého světa. Mezi další aktivity patřila propagace jarovizace a lysenkismu. V roce 1985 byla přeměněna na rozpočtovou organizaci a v roce 1993 byla laboratoř zrušena pro dlouhodobou absenci vědeckých výsledků. 
V letech 1985–86 byl prvním pracovištěm básnířky Kláry Hůrkové, která ho popisuje jako „ústav, vedený zaníceným marxistou a originálním eklektikem V. J. A. Novákem, kde jeho úkolem bylo prohlubovat Novákovu vlastní teorii „sociogeneze“, vylepšenou evoluční teorií, založenou na tezi o „altruismu“ v živočišné říši“. Šlo o RNDr. Vladimíra J. A. Nováka, DrSc., člena korespondenta ČSAV.
Sídlila v činžovním domě na adrese Na Folimance 11, Praha 2.